# Tod's
Tod's S.p.A. è un'azienda specializzata nella produzione di calzature, abbigliamento e accessori di lusso con i marchi Tod's, Hogan, Fay e Roger Vivier. È controllata dalla famiglia Della Valle.
Quotata dal 2000 nell'indice FTSE Italia Mid Cap della Borsa di Milano. Il direttore creativo è Walter Chiapponi, mentre John Galantic è l'amministratore delegato e Carlo Alberto Beretta, ex A.D. di Bottega Veneta, è general manager del gruppo. 

## Storia
Azienda fondata agli inizi del novecento da Filippo Della Valle, un calzolaio che cuce suole e tomaie nella cucina di casa, il quale apre poi una bottega da calzolaio.
Alla fine degli anni sessanta il figlio Dorino fonda, aiutato dalla moglie, la prima azienda artigiana a Sant'Elpidio a Mare, oggi in provincia di Fermo, nelle Marche. Sviluppandola con la vendita di scarpe destinate ad un pubblico femminile in Germania e nei department stores negli USA. Negli anni settanta entra in azienda anche il figlio di Dorino, Diego. Dà solo pochi esami alla facoltà di giurisprudenza di Bologna, quindi preferisce andare negli Stati Uniti a seguire un corso di marketing e torna in Italia con l'idea di creare un prodotto innovativo ma contraddistinto da un marchio. Nel 1979 gli viene ceduta la guida dell'azienda, apre nel 1970 un ufficio a Milano, crea il marchio per scarpe femminili "Diego Della Valle" riuscendo a convincere alcuni stilisti dell'epoca a farle indossare gratuitamente nelle sfilate di moda. Nel 1978 Tod's produce i primi mocassini con i gommini, che inizialmente avevano una forma conica, come piccole spine di gomma, ed essendo pensati per autisti e piloti di auto avevano l'obiettivo di rendere la presa della scarpa più comoda e dare comfort alla guida. . 
Una breve parentesi di fronte all'inizio dell'era Tod's, un marchio scelto perché ha il pregio di essere pronunciato nella stessa maniera in tutte le lingue e che sarà anche il nome della holding operativa del gruppo. Agli inizi degli anni ottanta Diego (sarà poi affiancato dal fratello più giovane di 12 anni, Andrea) lancia infatti con il marchio Tod's i primi mocassini dalla caratteristica suola di gomma formata da 133 piccole sfere, un lungo processo che richiede circa 100 passaggi di lavorazione di cui molti svolti manualmente. La leggenda narra che l'intuizione venne proprio a Diego Della Valle che di rientro dagli Stati Uniti d’America, durante il lungo volo nota quasi per caso i mocassini del pilota e tornato in Italia cerca di riproporre quel modello in chiave fashion..
Il marchio Tod's si distingue presto per i cuoi americani e le 'croste' inglesi che provengono da concerie artigianali. L'idea di Della Valle era quella di creare una scarpa adatta sia all'abito che alle occasioni informali, dal sapore casual, comoda, ma comunque raffinata. I primi a innamorarsene sono i divi di Hollywood che contribuiscono alla notorietà del marchio, come ad esempio: Antonio Banderas, Michael Douglas, Denzel Washington,  Samuel L. Jackson, Orlando Bloom, George Clooney e membri illustri del Jet-set della moda come Claudia Schiffer e Cindy Crawford.
Nel 1986, anno in cui lancia anche il marchio Hogan, Diego della Valle viene nominato ufficialmente amministratore delegato della Tod's S.p.a. che ben presto da piccola azienda familiare si trasforma in un marchio di lusso nel settore calzature e pelletteria. Poco dopo lancia anche i giacconi Fay, ispirati agli indumenti dei pompieri di New York e quindi un abbigliamento informale che non intende seguire la moda.
Una delle prime fan illustri del mocassino TOD's fu la principessa Diana, che spesso li sfoggiava durante le occasioni informali, tanto che il marchio ha creato in suo onore la collezione di scarpe e borse D-bag. Ancora oggi il marchio è apprezzatissimo nella casa reale inglese, usato spesso da Kate Middleton.
Tra i modelli iconici di borse Tod's troviamo la G-bag di cui è stata testimonial Gwyneth Paltrow e che è stata sfoggiata da tantissime celebrità come: Kate Winslet, Julia Roberts, Halle Berry e da Carla Bruni. Nel 2012 è stata Anne Hathaway, famosa sugli schermi per il ruolo di protagonista in Il diavolo veste Prada, la testimonial esclusiva della campagna del marchio, di cui ha dichiarato di essere una grande estimatrice da sempre. Lei stessa ha affermato che le borse TODs sono come le vere donne: non invecchiano mai e il tempo le migliora.
Nel 2019 Walter Chiapponi viene nominato direttore creativo di TOD's, il suo stile è innovativo anche se discreto, nella sua prima collezione ha presentato un cappotto patchwork fatto con gli scarti di pelle che restano inutilizzati. Chiapponi è molto attento all'aspetto ecologico, approccio che sta portando alla maison, e si definisce un animalista. 

## Il gruppo Tod's
All'insegna della tradizione ma in armonia con l'uso di materiali avanzati, il Gruppo Tod's (sede legale a Casette d'Ete, frazione di Sant'Elpidio a Mare, quotazione alla Borsa di Milano nel 2000) opera nel mercato delle calzature con i marchi Tod's (diventeranno scarpe glamour quando finiranno ai piedi di personaggi ricchi come Gianni Agnelli, noti come Luca Cordero di Montezemolo, famosi come i big dello spettacolo Kevin Costner, Richard Gere, Michael Douglas), Hogan e Roger Vivier e nell'abbigliamento con il marchio Fay. I tre marchi procedono a braccetto sotto l'egida del Gruppo (7 stabilimenti per le calzature e 2 per la pelletteria) pur conservando un'identità ben distinta: alcuni modelli come "Driving Shoe" e "D bag" sono diventati prodotti cult nell'eleganza contemporanea. Nel 2007 il gruppo marchigiano rileva inoltre il marchio della stilista italiana Elsa Schiaparelli. Per tutti i marchi le fasi di produzione sono realizzate negli stabilimenti del gruppo, in questo modo il brand capogruppo svolge anche una funzione di controllo sull'acquisto materiali e sulle fasi produttive che spesso prevedono lavorazioni artigianali.
Nel 2008 il Gruppo Tod's stipula alcuni accordi di licenza con Marcolin per la produzione di occhiali Tod's e Hogan (nel 2012 non saranno rinnovati). Nel corso degli anni sono fatti molti investimenti per la produzione di accessori donna e nella pianificazione delle campagne pubblicitarie, come quella realizzata nel 2009 con l'attrice Gwyneth Paltrow per la stagione primavera/estate..
Alla fine del 2017, a causa dei ricavi in calo, avvicendamento al vertice della società: Stefano Sincini lascia il ruolo di amministratore delegato, al suo posto subentra Umberto Macchi di Cellere (ex Bulgari).. Nel dicembre 2017 è inaugurato ad Arquata del Tronto, nell'area devastata dal terremoto dell'agosto 2016, uno stabilimento con un investimento di 10 milioni e 50 dipendenti iniziali.

### Corporate governance
Presidente è Diego Della Valle, il fratello Andrea ricopre la carica di vice presidente. Tra i consiglieri di amministrazione spiccano i nomi di Luigi Abete (Luca Cordero di Montezemolo, altro grande amico d'affari di Diego, si era dimesso nel gennaio 2016) e di Gabriele Del Torchio (entrato nel 2018). Il 9 aprile 2021 Diego Della Valle ha annunciato l'ingresso della stilista ed imprenditrice Chiara Ferragni nel Consiglio di amministrazione dell'azienda. L'annuncio della nuova nomina ha fatto salire il titolo in borsa del 24%. 

## Dati economici
Per Tod's un 2016 in calo (fatturato di 1 miliardo, utile di 86,3 milioni). Nel 2017 i ricavi sono scesi a 963,3 milioni (calo del 4,1%), l'Ebitda (in calo) è a 160,5 milioni di euro pari al 16,7% delle vendite, l'utile consolidato di gruppo è di 69,4 milioni (pari al 7,2% delle vendite). Un importo pari a 1,64 milioni di euro è andato in progetti di solidarietà. Nel 2018 i ricavi sono stati pari a 940,5 milioni di € (958.3 milioni di € a cambi costanti), utile netto a 47,1 milioni e il dividendo a 1 € per azione.

## Azionisti
- Diego Della Valle - 75,474%
  - direttamente detiene lo 0,925%
  - tramite la Diego Della Valle & C. SRL - 13,479%
  - tramite la DI.VI. Finanziaria di Diego Della Valle & C. SRL - 61,070%[22]
- Bernard Arnault - 8,177%
  - tramite la Delphine S.a.S - 8,177%

Dati Consob al 6 settembre 2022.

## Sponsorizzazioni
Alla Tod's è stato assegnato il contratto con la città di Roma per la sponsorizzazione del restauro del Colosseo, che prevede un contributo di 25 milioni di euro da parte di Diego Della Valle.